# Kaguklettur
Kaguklettur è un rilievo alto 347 metri sul mare situata sull'isola di Suðuroy, situata nell'arcipelago delle Isole Fær Øer, in Danimarca.